# نایو کیوهارا
نایو کیوهارا (انگلیسی: Nayu Kiyohara؛ زادهٔ ۱ مهٔ ۱۹۹۱) بازیکن سافت‌بال اهل ژاپن است.
وی در مسابقات کشوری و بین‌المللی در مجموع برندهٔ ۱ مدال طلا شده‌است.